# Gregor Aichinger
Gregor Aichinger (Ratisbona, 1565 - 21 de gener de 1628) fou un notable organista alemany que assolí celebritat al pas del segle xvi al segle xvii. Era un capellà catòlic que adheria al moviment de la contrareforma.
Fou un dels primers alemanys a rebre instrucció musical italiana junt amb Hans Leo Hassler, va ser alumne d'Andrea Gabrieli i també va estudiar amb Orlando di Lasso. Se li concedí el títol de canonge del capítol de Santa Gertrudis d'Augsburg. Publicà diverses obres polifòniques de música sagrada; destacant entre elles les titulades Liturgica sive Sacra Officia ad opmnes festas; Sacrae cantiones (1590), Divinae laudes (1598); Tricina Mariana (1598); Lacrymae B. V. Et Job in Christum acruce depositum (1604), Cantiones ecclesiasticae. Misses i Lieder espirituals.